# Armande de Polignac
Armande de Polignac   (16è districte de París, 8 de gener de 1876 - Neauphle-le-Vieux, 29 d'abril de 1962), fou una músic, crítica i compositora francesa. Amb una sòlida formació musical, Armande de Polignac va ser l'any 1903 la primera dona a França a dirigir una orquestra, superant de fet a Jane Evrard, que va ser reconeguda com la primera professional el 1930.

## Biografia
Marie Armande Mathilde de Polignac fou l'única filla del primer matrimoni de l'aristòcrata i militar Camille de Polignac i de Marie Adolphine Langenberger. Des de jove, Armande de Polignac va ser una apassionada per les llengües estrangeres de les quals parlava una dotzena, i va cultivar una atracció i un gust pronunciat per a la creació musical.
Començà les seves lliçons d'harmonia a Londres. Després les va continuar a París amb Gabriel Fauré i Eugène Gigout i va rebre de Vincent d'Indy classes de direcció d'orquestra a la Schola Cantorum de París, sent probablement l'únic compositor que ha tocat a orquestra com a violista.
Es va casar l'any 1895 amb el comte Alfred de Chabannes La Palice, amant de la música i cantant aficionat, passant a ser comtessa de Chabannes-La Palice. D'aquesta unió va néixer només una filla, Hedwig. Fins a la pèrdua del seu patrimoni l'any 1930, Armande es va dedicar a la seva passió. La seva filla va escriure: 
| « | Ella havia dedicat la seva vida a la música, treballat amb regularitat, sacrificant els plaers i el món | » |

.
Va donar suport a Edgar Varèse, a qui va conèixer a la Schola Cantorum, recaptant fons el 1915 per a ell perquè pogués marxar a viure als Estats Units d'Amèrica.
Va produir, entre 1900 i 1914, melodies semblants a la música lleugera. Des de la seva fundació el 1905, Armande de Polignac va esdevenir col·laboradora de la revista Mercure Musical, fundada per Louis Laloy, a la qual col·laboren Claude Debussy, Romain Rolland, Jean Marnold i Willy, i on ella va escriure diversos articles des del primer moment, sota el títol d'"Altres pensaments".
El 1920 va compondre el seu cicle de vuit melodies sobre poemes xinesos traduïts per Franz Toussaint, La Flûte de Jade i un recull breu L'Amour fardé. Va posar música a un text de Lucie Delarue-Mardrus i va publicar cançons sobre poemes de Melchior Polignac, Edouard Guyot Louis Longepierre, Robert d'Humières i Georges de Dubor, etnre altres. Amb Willy va escriure melodies com Café Maure, Chemin de Mihaïl, Le Dernier Minuet du Roy, Nuit à Capri, Poème, Pastel i Soir de Jardin. També va fer diverses adaptacions de poemes de Françoise d'Antoine: Le Vieux clavecin, Printemps morte, Mélancolie i Berceuse.
També és important la seva música pianística: Danses curtes orquestrades i dirigida per ella en concert, Sis Préludis, Toccata (dedicada a Ricard Viñes), Berceuse, Échappée, Pluie, Carillon, Dans le steppe i Bazar d'orient, un nocturn per a arpa (1912), i la Petita Suite per a clavecí (1939) dedicada a Marcelle de Lacour. Armande fou autora de tres quartets de corda, dues sonates per a violí i piano, un quintet de piano dedicat a Louis Laloy (el 19 de febrer de 1918), dues peces per a quintet de vent i peces diverses per a flauta i piano, violí i piano o violoncel i piano.
Va presentar sis obres a la Societat Musical Independent entre 1911 i 1922 i va ser en la darrera ocasió quan Maurice Ravel va mostrar un cert interès per la música d'Armande.
El catàleg de la compositora inclou també quinze peces simfòniques, deu peces relacionades amb la música lleugera, l'obertura Lear i el poema simfònic Salomé. En el camp de l'òpera i els ballets, cal esmentar: La Petite Sirène (Niça, 5 de mars de 1907), Les Roses de Califes (París, 1909), el ballet àrab Les Mille et Une Nuits (París, 1914), un ballet japonès Urashima La Source Lointaine i el ballet Les Chinois.
Va compondre Judith de Béthulee, una escena dramàtica sense precedents cantada per Felia Litvinne a l'Òpera de París el març de 1916.
Armande de Polignac va ser enterrada al cementiri de Neauphle-le-Vieux, a la capella funerària de Casimir de Rochechouart de Mortemart, besavi del seu marit.

## Obres (selecció)

### Música de piano
- Prélude en mi (1901)
- Barcarolle (1901)
- Danses mièvres (1902)
- Pluie (1905)
- Berceuse (1906)
- Nocturne (1907)
- Miroitement (1907)
- Ballade (1912)
- Danse persane (1923)

### Música de cambra
- Sonata per a violí i piano (1902)
- Sonata en si bemoll, per a piano i violí (1910)
- Nocturn, per a arpa (1912)
- Dansa egípcia, per a violí i piano (1913)
- Quintet per a dues violes, violoncel i piano (1916)

### Música simfònica
- Les mil i una nits, una suite simfònica de tres parts (1913)

### Melodies
- A l'abril (1898)
- No em miris (1898)
- Cafè morisc (1902)
- Cançó de Mihaïl (1902)
- L'últim minuet del rei (1902)
- Nit a Capri (1902)
- Cançó (1903)
- Rëverie! (1903)
- Adoració (1905)
- Jardí del rei (1905)
- Pastís! (1905)
- Poema (1905)
- Rêverie, per a mezzosoprano o baríton i piano (1905)
- Nit al jardí (1906)
- Cançó espanyola (1908)
- Dues melodies, Plainte d'amore i Pain (1910)
- Cançó d'amor, per a veu i piano (1911)
- La flauta de jade (1922)

### Drames i òperes
- La sirenita, drama líric en 3 actes, text d'Henry Gauthier-Villars (1908)
- Les Roses del califa, drama líric en 1 acte de Georges de Dubor (1909)
- Judith de Béthulee, escena dramàtica (1916)

### Ballets
- Urashima (1900)

## Discografia
Compositors excepcionals: Hélène de Montgeroult, Cécile Chaminade, Armande de Polignac, Blanche Selva & Melanie Bonis. Oeuvres pour piano, interpretat per Laurent MARTIN. Àlbum CD - Segell: Ligia Digital 01033441-19 (publicat el setembre de 2019).